# Ángela Nzambi

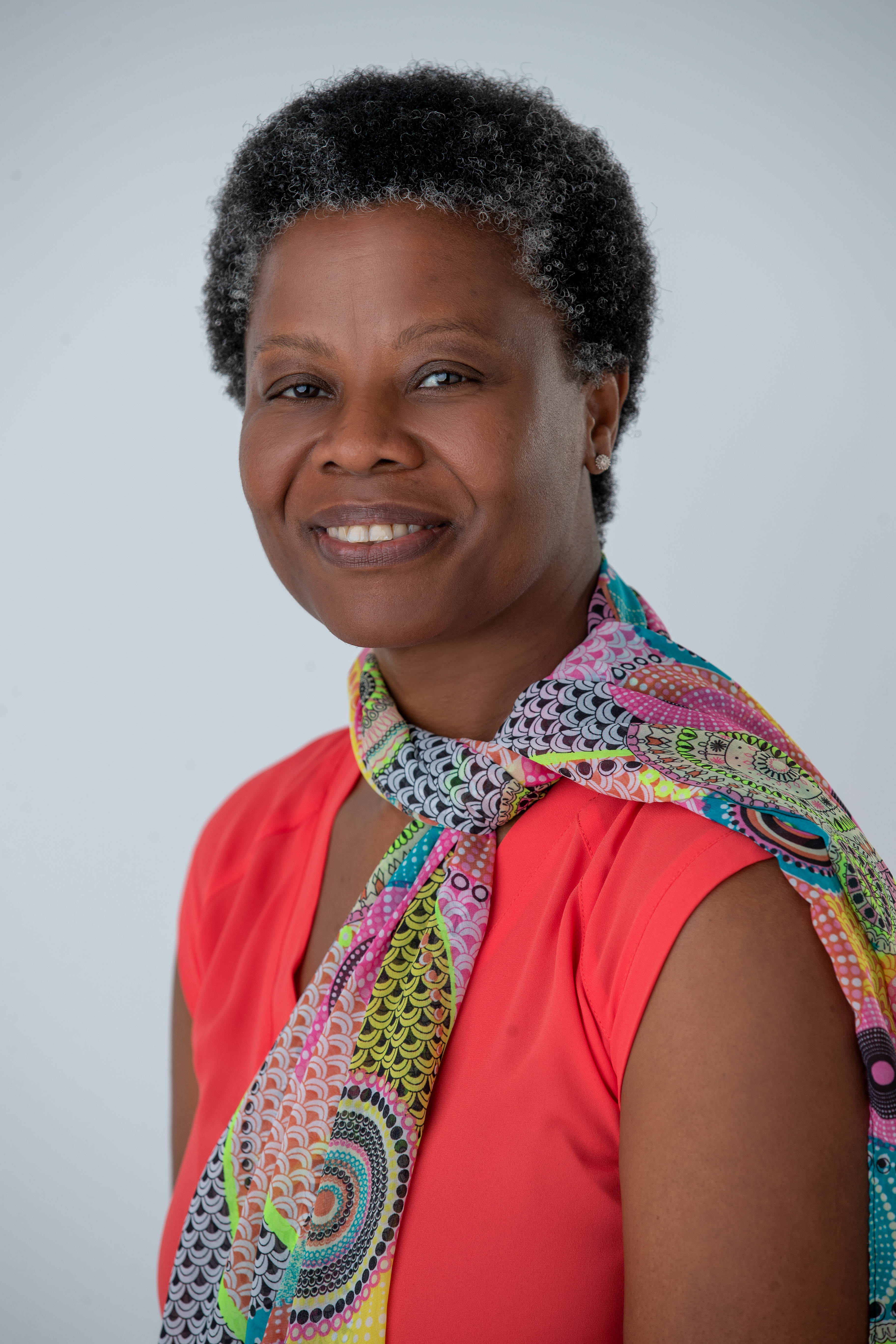
Ángela Nzambi

Ángela María Nzambi Bakale (* 7. Oktober 1971 in Lia) ist eine äquatorialguineische Schriftstellerin, Feministin und Menschenrechtsaktivistin. Sie hat drei Bücher veröffentlicht und erhielt in 2019 den Internationalen Justo Bolekia Boleká Preis für afrikanische Literatur.

## Leben
Ángela Nzambi wurde in Lia, einem Vorort von Bata in Äquatorialguinea, geboren. Sie studierte an der Carlos Lwnga High School in Bata und der Rey Malabo High School in Malabo, woraufhin sie ihre höhere Ausbildung an der Nationalen Schule für Landwirtschaft (ENA) in Malabo begann. Sie wechselte dann an die Universität Valencia, um Wirtschaftswissenschaften zu studieren. Anschließend verbrachte sie eine Zeit in Houston an der University of St. Thomas, um an einem Kurs mit dem Titel „Literacy Initiative for Today“ teilzunehmen.
Zurzeit arbeitet sie als Managerin für Freiwilligenarbeit und Wirkung für die NGO Spanish Commission for Refugee Assistance (CEAR). Sie ist außerdem Mitglied des Bürgerrats des valencianischen Zweigs der politischen Partei Podemos.

## Schriftstellerische Tätigkeiten
Nzambi veröffentlichte ihr erstes Buch, Ngulsi, im Jahr 2012. Ihre Erzählung in diesem Werk ist der mündlichen Tradition entnommen. Es basiert auf der Neuinterpretation einiger Geschichten, die zum Teil aus ihrer Ausbildung in Äquatorialguinea stammen und von den „karichobo“ (matrilinearen Verwandten) ihrer ethnischen Gruppe, den Bisao, erzählt wurden.
Danach beteiligte sie sich an zwei kollektiven literarischen Werken: Navidad dulce, Navidad (Herkunft, Süße Herkunft, 2012) und 23 Relatos sin Fronteras (23 Geschichten ohne Grenzen, 2015).
Ihr zweites Buch, Biyaare (Sterne), wurde 2015 veröffentlicht. In einem essayistischen Stil, gemischt mit einem charakteristischen Erzählstil, der von der mündlichen Tradition inspiriert ist, reflektiert Nzambi über Menschen, die „wie Sterne leuchteten“, die sie während ihrer beruflichen Tätigkeit als Kulturaktivistin ermutigt hatten.
Ihr drittes Buch, Mayimbo (Wanderungen), wurde 2019 mit dem Internationalen Justo Bolekia Boleká Preis für afrikanische Literatur ausgezeichnet. Es verwischt die Grenzen zwischen Vergangenheit und Gegenwart, Afrika und Spanien, und nimmt die innere Welt einer Bürgerin beider Länder zum Hintergrund.

## Aktivismus
Nzambi ist eine Verfechterin des antirassistischen Feminismus – der Anerkennung der Gleichberechtigung innerhalb des Feminismus aus der Perspektive einer schwarzen Frau, angesichts des „doppelten Stigmas“, sowohl eine Frau als auch eine schwarze Person zu sein.
Nzambi hat sich aktiv für die Belange von Migranten in Spanien eingesetzt. Sie hat an mehreren Konferenzen zum Thema teilgenommen, wie z. B.: „III Foro Mundial de Migraciones“, organisiert von CEAR, der spanischen NGO für Flüchtlingshilfe, in Madrid; und „Africa y los pueblos de ascendencia africana: problematicas actuals y acciones para el future“, organisiert von der Howard University, in Washington D. C.